# プリズン・ブレイク ファイナル・ブレイク
『プリズン・ブレイク ファイナル・ブレイク』（Prison Break: The Final Break）は、2009年のアメリカ合衆国のテレビ映画であり、テレビドラマ『プリズン・ブレイク』のシリーズ最終回である。イギリスで5月27日にテレビ局のSky1で放送され、またアメリカ合衆国及びカナダではテレビ放送されずに7月21日にDVD及びBlu-rayで発売された。映画では組織と決着して4年後にマイケル・スコフィールド（ウェントワース・ミラー）の墓前に集まる以前の出来事が補完されており、クリスティーナ殺害の罪で収監されたサラ・タンクレディ（サラ・ウェイン・キャリーズ）の脱獄とマイケルの死の詳細が描かれる。また、第4シーズン第16話以降登場しなかったグレッチェン・モーガン（ジョディ・リン・オキーフ）の動向も描かれる。

## プロット
物語はマイケルとの結婚式中のサラがクリスティーナ・ローズ・スコフィールド殺害の件で逮捕される場面で始まる。監視カメラ映像ではサラがクリスティーナを撃った部分のみが映っており、正当防衛の証明は困難であった。彼女は男女の刑務所が併設されているマイアミ・デイド州立刑務所に収監される。そこには負傷後に逮捕された<グレッチェン・モーガン（ジョディ・リン・オキーフ）、庭を挟んだ隣の男子棟にはジョナサン・クランツ将軍（レオン・ラッサム）とセオドア・"ティーバッグ"・バッグウェル（ロバート・ネッパー）が収監されている。サラはフォックスリバーの8人の受刑者の脱獄に協力して刑務官たちを退職に追いやったことから、マイアミ・デイドの刑務官たちに目をつけられる。ティーバッグから金をせびられた将軍はもう無一文であると答えるが、サラの収監を知った彼はマイケルへの復讐のため弁護士のジョー・ダニエルズ（リッチモンド・アークエット）を通してグレッチェンを雇い、隠していた10万ドルでサラに懸賞金を賭ける。グレッチェンはストリキニーネを食事に盛るが、サラはすぐに気づいて一命を取り留める。マイケルはサラの弁護士から事件を聞かされ、さらに将軍と面会してサラの危険を知る。マイケルは所長（エイミー・アキノ）にサラを守るように頼むが聞き入れてもらえず、彼女を救うために脱獄させることを決意する。
マイケルの協力者となったリンカーン・バローズ（ドミニク・パーセル）とフェルナンド・スクレ（アマウリー・ノラスコ）は刑務所の情報を集めに行き、その弱点を探すために写真撮影と距離の測定をする。それを所内から見ていたグレッチェンはサラの脱獄計画の存在を確信する。一方でアレキサンダー・マホーン（ウィリアム・フィクナー）はマイケルを見張り、脱獄幇助の証拠を掴むことを条件にFBIに復職させる取引を持ちかけられる。マイケルは手紙に隠した暗号でサラに脱獄計画を伝える。だがマイケルのアパートに押し入ったFBI捜査官のトッド・ウィートリー（クリス・ブルーノ）に写真を見られて即座に刑務所の改修が始まったため、監視カメラの盲点を突いて脱獄させる計画は破綻する。
マイケルは刑務所内にパラシュートで降下し、サラを救出する計画を立てる。リンカーンは男子棟のティーバッグに5000ドルの報酬で脱出の夜の7時に火災報知器を鳴らすように頼む。しかし金を出し渋った将軍を恨んでいるティーバッグはサラ暗殺の賞金である10万ドルを奪って自分に支払うように要求する。リンカーンが要求を飲むとティーバッグは将軍を騙してダニエルズの電話番号を引き出し、リンカーンとスクレはそれを元に自宅を突き止めて10万ドルを強奪する。
一方、所内でサラは「家族」と呼ばれる女囚たちのリーダーの「ダディ」（ロリ・ペティ）に頼み込み、グループに入れてもらう。家族からサラを引き離したいグレッチェンは抱き込んだ看守を使ってダディを独房送りにし、さらに懸賞金目当てでサラを襲った家族のひとりの（アリシア・ラガノ）を殺害する。グレッチェンは娘のエミリーと再会し、プレゼントを贈るために脱獄に加えるようにサラに頼む。家族を殺したのはサラとグレッチェンであると聞かされたダディは激怒する。
マホーンはウィートリー捜査官に電話でパラシュートのことを話し、マイケルを裏切ったかのように描写される。しかしマイケルはマホーンを信頼し続けると述べ、自分が戻れなかった場合に1枚の紙とDVDをサラとリンカーンに渡すように頼む。マイケルはサラと面会し、計画が変更となったので教会に行くように伝える。
独房から戻ったダディはサラに詰め寄り、一方でグレッチェンは看守に近づく。サラはダディの攻撃を上手く避けて凶暴な囚人のスキットレス（ドット＝マリー・ジョーンズ）にぶつけて乱闘騒ぎを起こす。グレッチェンは看守を殴って鍵を奪うが、その過程で脚を負傷する。サラとグレッチェンは混乱に乗じてキッチンに隠れる。一方でマイケルも作戦を開始する。ウィートリー捜査官はマイケルの降下予想地点で待ち構えるが、パラシュートで現れたのはダミー人形であった。マイケルは彼らがパラシュートに気を取られている隙に刑務所内に侵入する。グレッチェンとサラは教会へと向かうが、その途中でグレッチェンのみが警備員に発見される。グレッチェンは捕まってしまうがサラの存在を隠し、エミリーへのプレゼントをその場に置いてサラへ託す。
マイケルとサラは教会で合流し、ティーバッグが行動を起こす午後7時を待つ。だが時間になっても10万ドルが口座に振り込まれていないことを知ったティーバッグは看守たちにマイケルの脱獄計画を伝える。脱獄計画に火災報知器の作動が必要であることを知ったウィートリー捜査官は報知器をオフにさせる。これはティーバッグが裏切ることを見越したマイケルの作戦であり、火災報知器が切られているのを利用してロックされたドアをバーナーで壊す。しかし外へと通じるドアの電子ロックはマイケルが持ち込んだカードでは解除できなかった。マイケルはロック解除のために電力機をショートさせるので一人で逃げるようにサラに言う。サラは拒否するが、マイケルは他に方法が無いと述べ、そして彼女の腹に触れて自分は一緒にいると言う。マイケルはショートを起こして辺りに火花が飛び散り、外に脱出したサラはリンカーン、スクレ、マホーンと会う。リンカーンはマイケルを待とうとするが、マホーンはもう彼が戻らないと言い、一同はバンに乗って去る。刑務所でティーバッグはサラの脱獄幇助の疑いで懲罰房に入れられる。
後日、リンカーンとサラがドミニカへと経つ前にスクレは将軍から奪ったものの口座に振り込めなかった10万ドルを彼らに渡す。マホーンはマイケルから預かった紙をサラに渡し、そこに脳腫瘍が再発したとされるマイケルの診断結果が書かれていることが明らかとなる。マホーンはまたマイケルのDVDをサラとリンカーンに渡し、2人は船上でそれを鑑賞する。ビデオの中でマイケルは自分の命が残り少なく、そして自身の選択に後悔がないと語る。彼は何があっても息子の傍に居るようリンカーンに言い、またリンカーンを気にかけるようにサラに頼む。そして彼は2人を愛していると言い、さらに子供のことも愛しており、自由が素晴らしいことであることを伝えるように頼む。

## キャスト
- ドミニク・パーセル - リンカーン・バローズ（英語版）
- ウェントワース・ミラー - マイケル・スコフィールド
- アマウリー・ノラスコ - フェルナンド・スクレ
- ロバート・ネッパー - セオドア・"ティーバッグ"・バッグウェル
- ジョディ・リン・オキーフ（英語版） - グレッチェン・モーガン
- サラ・ウェイン・キャリーズ - サラ・タンクレディ
- ウィリアム・フィクナー - アレキサンダー・マホーン
- レオン・ラッサム - ジョナサン・クランツ将軍
- クリス・ブルーノ - トッド・ウィートリーFBI捜査官
- バーバラ・イヴ・ハリス（英語版） - フェリシア・ラングFBI捜査官
- キム・コーツ - リチャード・サリンズ
- ロリ・ペティ - 「ダディ」
- アイシャ・ハインズ（英語版） - 看守カウラー
- デヴィッド・スターズィック - ブルー・フィリップス
- エイミー・アキノ - アリス・シムズ所長
- デンドリー・テイラー - 看守
- リッチモンド・アークエット - ジョー・ダニエルズ弁護士
- ダミエン・リーク - マーリン刑事
- アリシア・ラガノ - アガサ・ウォーレン
- ジョセフ・ウィル（英語版） - 医師
- スーフィ・ブラッドショウ（英語版） - 「妻」
- ドット＝マリー・ジョーンズ（英語版） - スキットルス
- レインボー・ボーデン - シーグス
- リヴィア・トレヴィーノ - フックス
- イアン・パトリック・ウィリアムズ - 髭の男
- ペギー・ダン - 看守